# Etylbensoat
Etylbensoat är en ester som bildas när etanol och bensoesyra reagerar. Det är en färglös, doftande vätska som är nästan olöslig i vatten men kan lösas i till exempel etanol eller metanol.